# Podosturmia dirphiae
Podosturmia dirphiae là một loài ruồi trong họ Tachinidae.